# Traités de Westphalie
Les traités de Westphalie (ou paix de Westphalie), signés le 24 octobre 1648, concluent simultanément deux séries de conflits en Europe :
- la guerre de Trente Ans, un conflit majeur de l'Europe moderne qui a impliqué l'ensemble des puissances du continent dans le conflit entre le Saint-Empire romain germanique et ses États allemands protestants en rébellion ;
- la guerre de Quatre-Vingts Ans, opposant les Provinces-Unies révoltées à la monarchie espagnole.

Modifiant profondément les équilibres politiques et religieux en Europe et dans le Saint-Empire, ils sont aussi à la base du « système westphalien », expression utilisée a posteriori pour désigner le système international spécifique mis en place, de façon durable, par ces traités.

## Négociations et traités

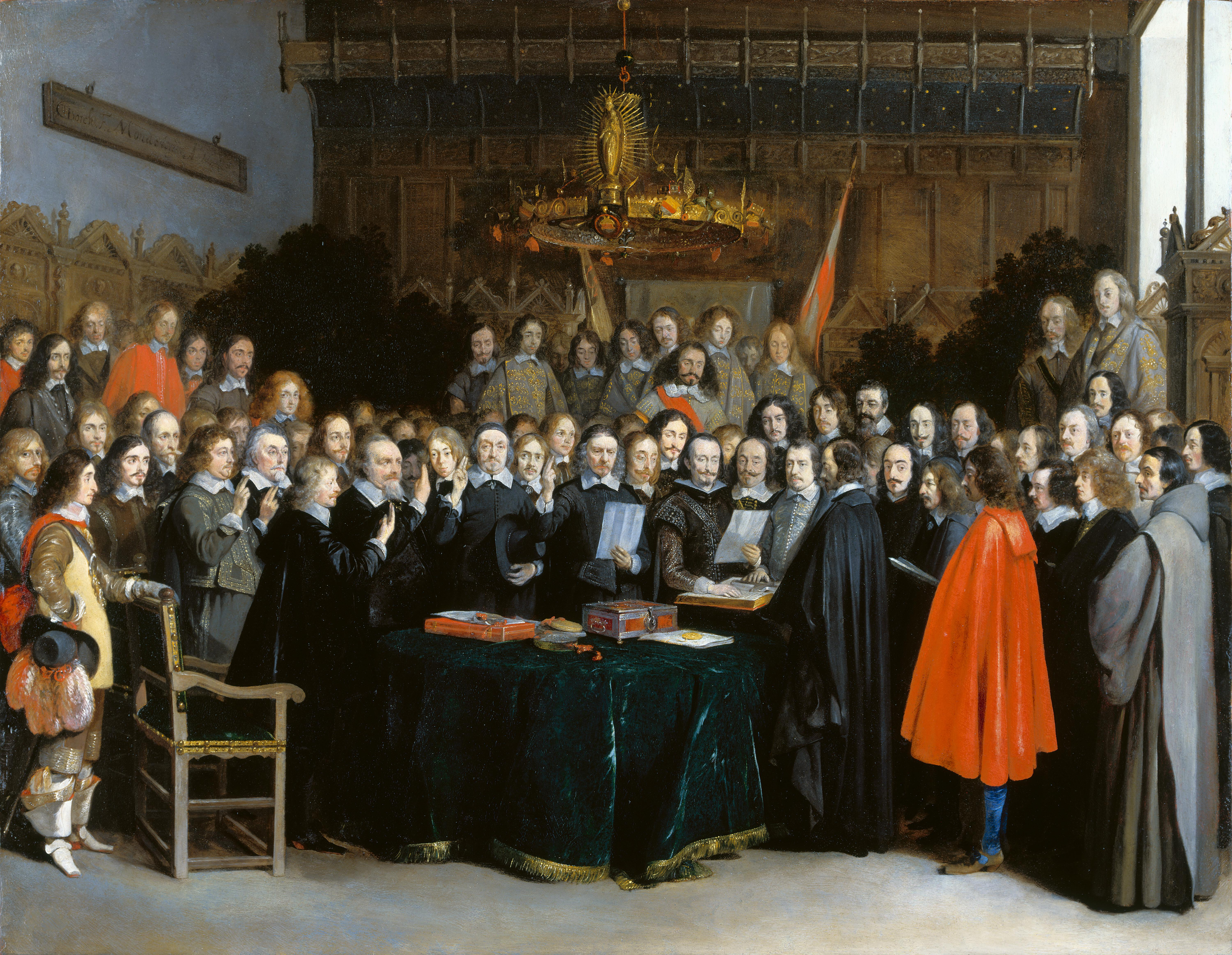
La Ratification du traité de Münster, 15/6/1648 par Gerard ter Borch.

Les catholiques et les protestants n'acceptant pas encore de se rencontrer autour d'une seule table, les pourparlers se tiennent dans deux villes transformées en zone neutre à Münster à partir de décembre 1644 puis à Osnabrück à partir de 1645. Les premiers voient s'opposer les Provinces-Unies à l'Espagne d'une part, et la France au Saint-Empire romain germanique d'autre part. Les seconds opposent l'Empire suédois au Saint-Empire. Cette solution, qui est proposée par la Suède, est préférée par tous les belligérants à la solution française qui suggère Hambourg et Cologne, villes trop éloignées l'une de l'autre.
Véritables congrès internationaux, ils voient de nombreuses puissances européennes s'y faire représenter. Les puissances catholiques se réunissent sous la présidence du nonce apostolique Fabio Chigi, futur Alexandre VII. Côté français, la diplomatie engagée par Mazarin est décisive[Comment ?].
Les trois traités signés à leur issue sont :
- la paix de Münster du 30 janvier 1648 entre l'Empire espagnol et les Provinces-Unies ;
- le traité de Münster (Instrumentum Pacis Monasteriensis) du 24 octobre 1648, entre l'Empereur du Saint-Empire romain germanique et la France (et leurs alliés respectifs) ;
- le traité d'Osnabrück[4] (Instrumentum Pacis Osnabrugensis) du 24 octobre 1648 également, entre l'Empereur du Saint-Empire romain germanique et l'Empire suédois.

## Conséquences

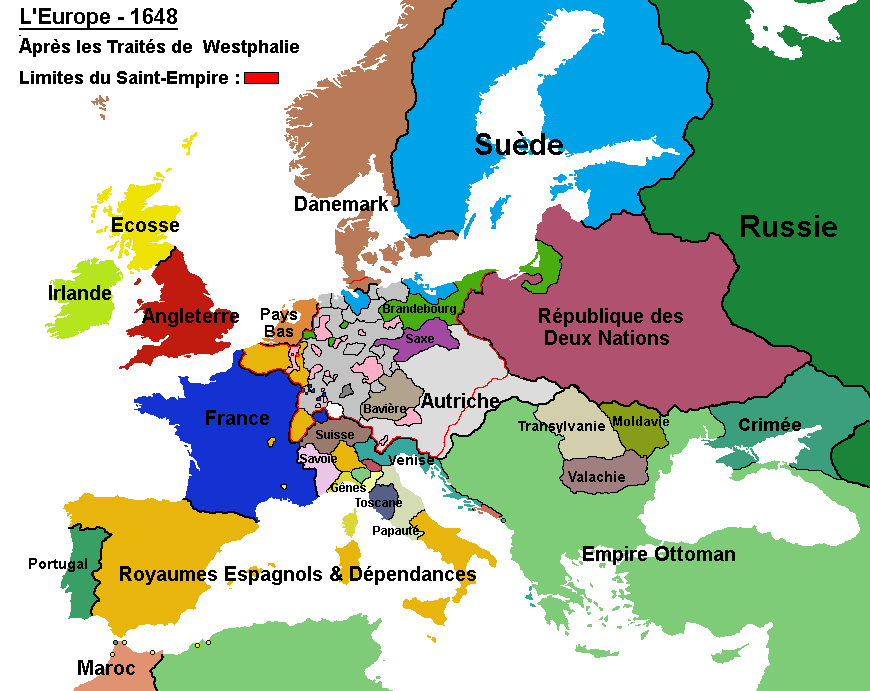
Carte simplifiée de l'Europe après la paix de Westphalie en 1648.

Saint-Empire romain germanique en 1648.

Les principaux bénéficiaires sont la Suède, les Provinces-Unies et la France.

### Remodelage de la carte de l'Europe
Les décisions remodèlent l'Europe pour de longues années. Les grandes lignes sont :
- annexion officielle par la France de territoires du Saint-Empire : les Trois-Évêchés (Metz, Toul et Verdun) qui étaient occupés par la France depuis le traité de Chambord de 1552, de la Haute-Alsace, de la Décapole (sans Mulhouse), de Brisach sur la rive droite du Rhin, et de la ville de Pignerol dans le Piémont ;
- reconnaissance définitive (de jure) de l'indépendance de la Confédération suisse, le Saint-Empire abandonnant les revendications qu'il avait eues au sujet de ce territoire ;
- reconnaissance de l'indépendance des Provinces-Unies (Pays-Bas), l'Espagne abandonnant les revendications qu'elle avait eues au sujet de ce territoire ;
- annexion par la Suède de la Poméranie occidentale et des évêchés de Brême et de Verden lui donnant le contrôle des bouches de l'Oder, de l'Elbe et de la Weser ;
- annexion par le Brandebourg de la Poméranie orientale ;
- attribution du Haut-Palatinat à la Bavière.

### Dispositions constitutionnelles allemandes
Le traité de Westphalie est la base de l'organisation de l'Allemagne jusqu'à la suppression du Saint-Empire romain germanique en 1806. Les principales dispositions sont :
- le renforcement de la souveraineté des États allemands : tout État de l'Empire possède désormais une supériorité territoriale et peut imposer son culte à ses sujets, indépendamment de la volonté de l'empereur, soit le principe de « cujus regio, ejus religio » ;
- la supériorité territoriale s'étend sur l'ecclésiastique comme sur le civil et le temporel ;
- tout État immédiat a séance et suffrage à la diète d'Empire ;
- nulle loi ou interprétation de loi, nulle déclaration de guerre d'Empire, nulle paix ou alliance d'Empire, nulle taxe, levée, construction de forts, etc., ne peut avoir lieu sans le consentement des co-États réunis en diète ;
- les villes impériales jouissent des mêmes privilèges.

L'Empire se trouve morcelé en 350 États allemands, dont les pouvoirs des princes sont renforcés, affaiblissant ainsi la puissance des Habsbourg.

### Aspects religieux
Les traités reconnaissent les trois confessions catholique, luthérienne et calviniste dans le Saint-Empire, les princes conservant le droit d'imposer leur religion à leurs sujets. Les autres dispositions principales sont :
- confirmation des paix de Passau et d'Augsbourg (1555) ;
- extension aux calvinistes des avantages que ces deux actes ont accordés aux luthériens : la liberté religieuse leur est accordée et la liberté religieuse reconnue ;
- suspension de la juridiction ecclésiastique, tant d'État catholique à État protestant qu'entre deux États protestants ;
- sur les 50 membres de la Chambre impériale, 24 seront protestants ; 6 protestants entreront toujours au Conseil aulique.

Il s'agit donc d'une norme de non-ingérence : la religion devient un domaine géré librement par chaque État, avec une laïcisation progressive des relations internationales qui permet aux États de s'émanciper des dogmes religieux. Les contestations les plus virulentes viennent du Saint-Siège, qui perd là une grande partie de son influence sur la politique européenne, et de l'Espagne qui poursuit la lutte contre la France jusqu'au traité des Pyrénées en 1659.

### Le système international westphalien
Derrière les expressions de « système international westphalien », « ordre westphalien » ou encore « tournant westphalien » se trouve « l'idée selon laquelle ces traités auraient vu la naissance d’un nouvel ordre international fondé sur l'affrontement d'États désormais souverains et égaux en droit, et participant par conséquent d'une stabilisation de l'ordre international après une époque de guerres civiles ». Ces traités seraient ainsi à l'origine de principes élémentaires du droit international contemporain tels que l'inviolabilité des frontières ou la non-intervention dans les affaires domestiques d'un État. Il faut toutefois garder à l'esprit qu'il s'agirait du point de départ d'un long processus aboutissant à la mise en place et la relative acceptation de ces règles ; par ailleurs les notions d'État et de frontière doivent être saisies dans leur réalité du XVIIe siècle.
Le traité a pour résultat le fait que les États se reconnaissent mutuellement comme légitimes sur leur territoire propre. Les États reconnaissent :
- une souveraineté extérieure : aucune autorité n'est supérieure aux autres et chacun reconnaît l'autre comme souverain sur son territoire ;
- une souveraineté intérieure : l'autorité est exclusive sur son territoire et aucun État ne peut s'immiscer dans les affaires d'un autre État ;
- un équilibre des puissances : les États ont le droit de s'allier pour éviter la montée d'une superpuissance. Aucune puissance n'a le droit de devenir une superpuissance.

C'est une nouvelle conception de la souveraineté qui perdura jusqu'à la bipolarisation de la guerre froide, et qui reste une norme juridique moderne[réf. nécessaire].

### Postérité
Les traités de Westphalie, vu leur importance, sont au centre de nombreuses querelles institutionnelles, juridiques et mémorielles, tant en France qu'en Allemagne.
Ainsi, dès les années 1920, les théoriciens du nazisme souhaitent mettre à bas les dispositions des traités, véritable origine, à leurs yeux, des maux du Reich depuis leur signature. En effet, pour les chercheurs nazis, le texte des traités est la matrice de l'impuissance politique du Reich et des Allemands : en 1943, deux historiens allemands affirment que la dissolution de la souveraineté du Reich en une multitude de principautés, reprenant en cela les arguments de Friedrich Grimm, mis en forme dans les années 1920, constitue la cause fondamentale de la perte de pouvoir de l'Empire, du Reich, sur l'échiquier européen, entraînant la perte de contrôle de territoires germaniques. La mémoire nazie de ces traités insiste également sur les ferments de dissolution du Reich, œuvre juridique dotée, selon les théoriciens nazis, d'une « base raciale ».